# Girnitske (Dnipropetrovsk)
Girnitske (en ucraniano: Гірницьке, romanizado: Hirnytske) es un pueblo ucraniano perteneciente al óblast de Dnipropetrovsk. Situado en el centro del país, es parte del raión de Níkopol y del municipio (hromada) de Pokrov.

## Toponimia
El nombre del lugar en ruso es Gorniatskoye (en ruso: Горняцкое).  

## Geografía
Girnitske se encuentra en la margen izquierda del río Solona, 13 km al noreste de Pokrov. 

## Historia
El pueblo fue fundado en 1886 y Girnitske tiene el estatus de asentamiento de tipo urbano desde 1956. 
Hasta el 18 de julio de 2020, Girnitske fue parte del municipio de Pokrov. El raión fue abolido en julio de 2020 como parte de la reforma administrativa de Ucrania, que redujo el número de raiones del óblast de Dnipropetrovsk a siete. El territorio del municipio de Pokrov se fusionó con el raión de Níkopol.En 2023, Girnitske perdió el estatus de asentamiento de tipo urbano debido a la eliminación de este estatus administrativo.

## Demografía
La evolución de la población de Girnitske entre 1959 y 2022 fue la siguiente:
| 1034                                                          | 758 | 588 | 424 | 374 | 355 | 365 | 341 |
| (Fuente: Cities & Towns of Ukraine y UKRAINE: Größere Städte) |     |     |     |     |     |     |     |

Según el censo de 2001, la lengua materna de la mayoría de los habitantes, el 87,17%, es el ucraniano; del 12,57%, el ruso.

## Infraestructura

### Transporte
El pueblo está conectado por carretera con Pokrov y Níkopol.